# Zè
Zè är en kommun i departementet Atlantique i Benin. Kommunen har en yta på 543 km2, och den hade 106 913 invånare år 2013.

## Arrondissement
Zê är delat i  arrondissement: Adjan, Dawé, Djigbé, Dodji-Bata, Hékanmè, Koundokpoè, Sèdjè-Dénou, Sèdjè-Houégoudo, Tangbo-Djevié, Yokpo och Zè.